# مايك ريغان
مايك ريغان (بالإنجليزية: Mike Reagan)‏ هو كاتب أغاني وملحن أمريكي، ولد في 1950 في الولايات المتحدة.

## وصلات خارجية
- الموقع الرسمي
- مايك ريغان على موقع IMDb (الإنجليزية)
- مايك ريغان على موقع ميوزك برينز (الإنجليزية)
- مايك ريغان على موقع ديسكوغز (الإنجليزية)
- مايك ريغان على موقع قاعدة بيانات الفيلم (الإنجليزية)